# کراسنی کوشاک
کراسنی کوشاک (انگلیسی: Krasny Kushak) یک شهرک در شهرستان زیلایرسکی استان باشقیرستان کشور روسیه است.